# Luitjen Jansen
Luitjen Jansen, detto Harvey (Francoforte, 27 maggio 1947 – Francoforte, 16 marzo 2008), è stato un bassista tedesco, noto soprattutto per essere stato membro del gruppo di rock progressivo degli Eloy a metà degli anni settanta.

## Biografia
Entrato nella band nel 1974, Jansen partecipò a numerosi concerti degli Eloy e alla registrazione dei due album Floating (1974) e Power and the Passion (1975). Jansen rimase negli Eloy fino allo scioglimento temporaneo del gruppo nel 1975. Dal 1977 al 1981 fu bassista di un altro gruppo "krautrock", gli Epitaph, insieme a Fritz Randow, anche lui ex-Eloy.